# Waldemar Kelm
Waldemar Kelm (ur. 7 kwietnia 1941 w Koluszkach, zm. 18 czerwca 2021 w Ujeździe) – polski przedsiębiorca, działacz samorządowy i gospodarczy, w latach 1981–1982 prezydent Piotrkowa Trybunalskiego.

## Życiorys
Syn Edmunda i Natalii. W latach 1981–1982 sprawował funkcję prezydenta miasta Piotrkowa Trybunalskiego. W III RP zajął się działalnością biznesową, zasiadał także we władzach Regionalnej Izby Gospodarczej w Piotrkowie Trybunalskim. Został wspólnikiem różnych przedsiębiorstw oraz właścicielem firmy produkcyjno-usługowej „Cza-Ta”, działał jako sponsor wydarzeń kulturalnych i nagród. W 2010 wyróżniony tytułem przedsiębiorcy roku w Piotrkowie Trybunalskim.
24 czerwca 2021 pochowany w Piotrkowie Trybunalskim.